# モモイロタンポポ
モモイロタンポポ（学名 Crepis rubra）は、キク科フタマタタンポポ属の一年草または越年草。別名「センボンタンポポ」。ヨーロッパ原産で、日本では外来種（帰化植物）として一部地域で定着している。

## 分布
ヨーロッパ（イタリア南部、バルカン半島）を原産地とする。
日本では大正時代の初めから園芸用として導入され、東京都で野生化が確認されている。

## 特徴
葉は根生葉で、羽状深裂となる。葉や茎に毛はない。花期は5-6月で、白桃色の舌状花が咲く。